# 16S rRNK pseudouridinska516 sintaza
16S rRNK pseudouridinska sintaza (EC 5.4.99.19, 16S RNK pseudouridinska516 sintaza, 16S PsiI516 sintaza, 16S RNK Psi516 sintaza, RNK pseudouridinska sintaza RsuA, RsuA, 16S RNK pseudouridin 516 sintaza) je enzim sa sistematskim imenom 16S rRNK-uridin516 uracil mutaza. Ovaj enzim katalizuje sledeću hemijsku reakciju
16 rRNK uridin516 {\displaystyle \rightleftharpoons } 16S rRNK pseudouridin516
Ovaj enzim je specifičan za uridin516 u 16S rRNK.

## Literatura
- Nicholas C. Price; Lewis Stevens (1999). Fundamentals of Enzymology: The Cell and Molecular Biology of Catalytic Proteins (Third изд.). USA: Oxford University Press. ISBN 019850229X.
- Eric J. Toone (2006). Advances in Enzymology and Related Areas of Molecular Biology, Protein Evolution (Volume 75 изд.). Wiley-Interscience. ISBN 0471205036.
- Branden C; Tooze J. Introduction to Protein Structure. New York, NY: Garland Publishing. ISBN 0-8153-2305-0.
- Irwin H. Segel. Enzyme Kinetics: Behavior and Analysis of Rapid Equilibrium and Steady-State Enzyme Systems (Book 44 изд.). Wiley Classics Library. ISBN 0471303097.

## Spoljašnje veze
- 16S+rRNA+pseudouridine516+synthase на 